# Protestas feministas en México de 2019
Las protestas feministas en México de 2019 conocidas como #NoMeCuidanMeViolan son una serie de marchas y concentraciones realizadas durante el mes de agosto de 2019 contra la violencia policíaca en la Ciudad de México. Las mismas fueron detonadas por la presunta violación de una menor de edad por parte de cuatro policías en la Ciudad de México.

## Antecedentes
El 6 de agosto una menor denunció que cuatro policías de la Ciudad de México la subieron a una patrulla y abusaron sexualmente, cuando ella caminaba hacia su casa en la alcaldía Azcapotzalco. La Procuraduría General de Justicia (PGJCDMX) local abrió una carpeta de investigación el 8 de agosto de 2019. 
Este acontecimiento causó indignación pero estalló luego de dos declaraciones oficiales: la de Jesús Orta, titular de la Secretaría de Seguridad Ciudadana (SSC), informando que los policías habían regresado a sus funciones porque no existe un video que demuestre el hecho ni había orden de aprehensión; y la de la PGJCDMX de que el médico legista no siguió el procedimiento y no hay pruebas médicas periciales.
Al caso se sumaron dos denuncias más: el 9 de agosto, otra menor de edad denunció que un elemento de la Policía Bancaria Industrial del Museo de Archivo de la Fotografía abusó sexualmente de ella, y, el abuso presuntamente cometido por policías de la Ciudad contra una mujer en situación de calle.
El 12 de agosto durante la manifestación, en entrevista con medios de comunicación al exterior de la dependencia, el secretario de Seguridad de la CDMX comentó «Yo estoy viendo un clima muy radicalizado, me están insultando» y se negó a entablar un diálogo con las mujeres. Ante la falta de acción del secretario, una mujer le lanzó diamantina color rosa, la cual se convirtió en un símbolo para las feministas mexicanas.

## Manifestaciones
La primera manifestación se realizó el 12 de agosto de la SSC a la PGJCDMX, a la cual acudieron cientos de mujeres y colectivos. Al llegar a la PGJCDMX algunas integrantes rompieron la puerta de cristal del edificio.
La segunda se realizó el 16 de agosto, en distintas ciudades de México. En la CDMX inició como una concentración en la Glorieta de Insurgentes y posteriormente se transformó en un bloqueo de la Av. Insurgentes, además de que algunas manifestantes rompieron vidrios y pintaron la estación de Metrobús Insurgentes. Se registró también un incendio en la estación de policía Florencia, próxima al Ángel de la Independencia.
El 25 de noviembre, Día Internacional de la Eliminación de la Violencia contra la Mujer, nació el performance Un violador en tu camino, creado por la colectiva feminista Las tesis, en Chile, mismo que se replicaría en el Zócalo de la CDMX el 29 de noviembre; al grito de El violador eres tú y con los ojos vendados de negro, miles de mujeres protestaron pacíficamente ante la ola de feminicidios, violencia contra la mujer, el acoso y las desapariciones.

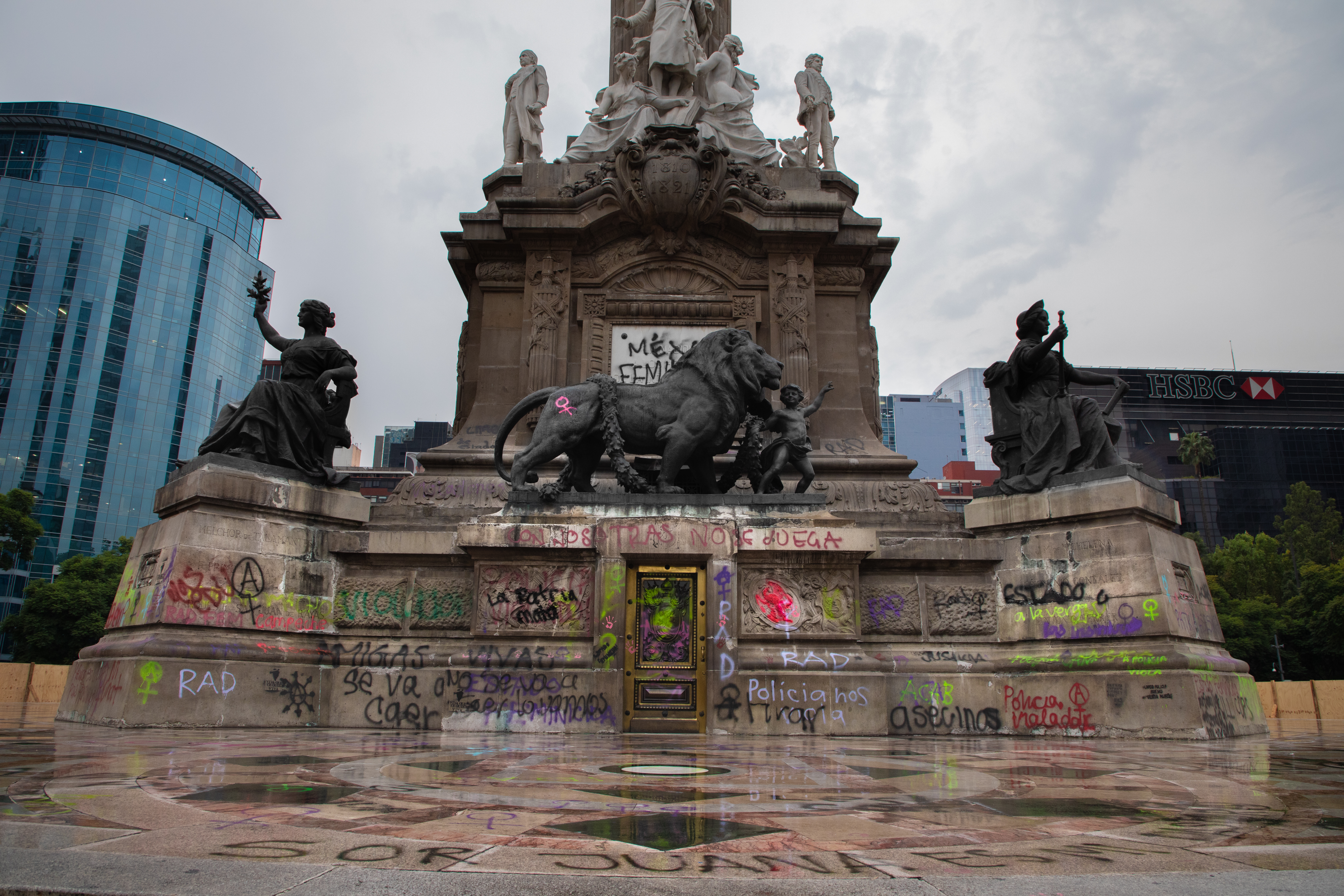
Durante las protestas que se realizaron el 16 de agosto, el Ángel de la Independencia fue intervenido.

### Ciudades con movilizaciones
- Aguascalientes
- Saltillo
- Quéretaro
- Tuxtla Gutiérrez
- Puebla
- Mazatlán
- Culiacán
- Xalapa
- Veracruz
- León
- Toluca
- Monterrey
- Oaxaca
- Morelia[10]
- San Cristóbal de las Casas
- Chihuahua
- Tabasco

## Cobertura mediática
A través de sus titulares o en el cuerpo de las notas, la prensa mexicana construyó un discurso donde las mujeres se transformaron en victimarias, en lugar de víctimas. Desde los primeros reportes, los principales medios mexicanos, tanto de izquierda como de derecha, se concentraron en la violencia y las pintas generadas durante las marchas, restando importancia a las causas que provocaron las movilizaciones o al pliego petitorio que destaca la necesidad de investigar los casos de violaciones por parte de policías.
El colectivo Mujeres+Mujeres consideró que, debido a las características de esta cobertura, los medios mexicanos hicieron responsables a las mujeres de las agresiones físicas contra periodistas, en lugar destacar "la violencia sistémica contra las mujeres en el país", además de privilegiar "la idea de que el enojo de las mujeres es irracional y desubicado, cuando toda la evidencia apunta a que la violencia de género es un fenómeno sistemático, con raíces históricas y con sucesos cotidianos que la reproducen. Considerar que los daños materiales son mayores a los daños humanos y sociales, es también una forma de violencia".
Por su parte, medios internacionales como la BBC, Le Figaro o The New York Times, concentraron su atención en el hartazgo de las mujeres frente a las fallas del sistema judicial, la lucha feminista y sus peticiones.